# 제리 콘런
제러드 "제리" 콘런(Gerard "Gerry" Conlon, 1954년 3월 1일 ~ 2014년 6월 21일)은 길퍼드 4인 중 한 명이다. 아일랜드 공화국군 임시파(PIRA) 폭탄범으로 기소되어 14년간 억울한 옥살이를 했다.
벨파스트에서 태어나 빈곤하지만 유대관계가 긴밀한 지역사회에서 성장했다. 어린 시절은 행복했다고 스스로 회고했다. 아버지는 공장 노동자 주세페 콘런이었고 어머니는 병원 청소부 세라 콘런이었다.
1974년 20세가 된 제리는 벨파스트에서 격화되던 폭력사태를 피하고 일자리도 찾을 겸 잉글랜드로 건너간다. 그는 런던에서 한 무리의 불법점유자들과 어율려 살다가 10월 5일 발생한 길퍼드 선술집 폭파 사건의 범인으로 몰리게 된다.
제리 콘런을 비롯해 아일랜드인 폴 힐(Paul Hill), 패디 암스트롱(Paddy Armstrong)과 잉글랜드인 캐럴 리처드슨(Carole Richardson)은 1975년, 1년 전인 1974년 10월 5일에  서리 주 길퍼드 읍에 폭탄을 설치하여 다섯 명을 죽이고 십여 명을 부상시킨 혐의로 기소되었고, 이들은 소위 길퍼드 4인이라고 불리게 되었다. 네 사람에게는 무기징역이 선고되었으며, 재판장에서는 판사가 직접 “교수형이 폐지되지 않았다면 너희들은 사형되었을 것이다”라고 으름장을 놓았다.
제리는 계속 경찰에게 고문당했으며 허위자백을 했다고 무죄를 주장했다. 1989년 10월, 런던의 상고법원에서 경찰이 자필진술서를 조작했음을 인정하여 제리를 비롯한 길퍼드 4인은 풀려날 수 있었다. 이전 재판 당시 영국 경찰은 제리가 폭탄을 설치하지 않았다는 결정적 증거를 고의적으로 은닉했다.
콘런 집안의 친지 여러 명이 또한 폭탄테러 혐의로 기소되어 십수년을 감옥살이를 해야 했는데, 이들을 매과이어 7인이라고 한다. 제리 콘런의 아버지 주세페 콘런도 이 일곱 명 중 한 명으로, 그는 아들의 무죄를 주장하기 위해 벨파스트에서 런던으로 건너왔다가 사법그물망에 걸려들었고 1980년 감옥에서 죽었다.  매과이어 7인은 1991년에야 무죄가 확정되었다. 당시 과학자들은 피고인들의 손에서 니트로글리세린 검출시험 양성반응이 나왔다는 허위증언을 하였다.
제리 콘런을 변호한 변호인은 개러스 피어스로, 그는 버밍엄 6인에 대한 변론도 맡았다.
콘런의 삶은 1993년 영화 《아버지의 이름으로》의 소재가 되었다. 제리 역은 대니얼 데이 루이스가 연기했다.
감옥에서 풀려난 뒤에도 콘런은 신경쇠약으로 인해 사회에 적응하지 못했고, 자살을 시도하며 알코올을 비롯한 약물중독에 빠져들었다. 이후 갱생하여 영국뿐 아니라 세계 곳곳에서 벌어지는 사법비리 및 오심에 대한 운동가로 활동했다. 2014년 6월 21일 고향 벨파스트에서 폐암으로 사망했다. 유족으로는 누이 앤과 브리디 콘런이 있다.